# Egor Baburin
Egor Konstatinovič Baburin (in russo Егор Констатинович Бабурин?; San Pietroburgo, 9 agosto 1993) è un calciatore russo, portiere della Torpedo Mosca.

## Carriera

### Club
Cresciuto nelle giovanili dello Zenit San Pietroburgo, ha esordito in prima squadra il 17 febbraio 2013 in un match di vinto 1-0 contro il Mordovija.

### Nazionale
Con la nazionale Under-21 russa ha preso parte a 4 incontri di qualificazione al campionato europeo di calcio Under-21 2019.

## Statistiche

### Presenze e reti nei club
Statistiche aggiornate al 30 maggio 2019.
| Stagione        | Squadra         | Campionato      | Campionato | Campionato | Coppe nazionali | Coppe nazionali | Coppe nazionali | Coppe continentali | Coppe continentali | Coppe continentali | Altre coppe | Altre coppe | Altre coppe | Totale | Totale | Totale |
| Stagione        | Squadra         | Comp            | Pres       | Reti       | Comp            | Pres            | Reti            | Comp               | Pres               | Reti               | Comp        | Pres        | Reti        | Pres   | Reti   |        |
| --------------- | --------------- | --------------- | ---------- | ---------- | --------------- | --------------- | --------------- | ------------------ | ------------------ | ------------------ | ----------- | ----------- | ----------- | ------ | ------ | ------ |
| 2012-2013       | Zenit           | PL              | 4          | 0          | CR              | 0               | 0               | UCL+UEL            | -                  | -                  |             | -           | -           | 4      | 0      |        |
| 2013-2014       | Zenit           | PL              | 0          | 0          | CR              | 1               | -2              | UCL                | 0                  | 0                  | SR          | 0           | 0           | 1      | -2     |        |
| 2014-2015       | Zenit           | PL              | 1          | 0          | CR              | 0               | 0               | UEL                | 0                  | 0                  |             | -           | -           | 1      | 0      |        |
| 2015-2016       | Zenit           | PL              | 0          | 0          | CR              | 0               | 0               |                    | -                  | -                  | SR          | 0           | 0           | 0      | 0      |        |
| 2016-2017       | Zenit           | PL              | 0          | 0          | CR              | 0               | 0               | UEL                | 0                  | 0                  | SR          | 0           | 0           | 0      | 0      |        |
| 2017-2018       | Zenit           | PL              | 1          | 0          | CR              | 0               | 0               |                    | -                  | -                  |             | -           | -           | 1      | 0      |        |
| 2018-2019       | Rubin           | PL              | 6          | -7         | CR              | 3               | -1              |                    | -                  | -                  |             | -           | -           | 9      | -8     |        |
| Totale carriera | Totale carriera | Totale carriera | 12         | -7         |                 | 4               | -3              |                    | 0                  | 0                  |             | -           | -           | 16     | -10    |        |

## Palmarès

### Club
- Campionato russo: 1

Zenit San Pietroburgo: 2014-2015
- Coppa di Russia: 1

Zenit San Pietroburgo: 2015-2016
- Supercoppa di Russia: 2

Zenit San Pietroburgo: 2015, 2016